# Энтони, Эвелин
Эвелин Энтони (3 июля 1926, Лондон — 25 сентября 2018, Англия) — псевдоним Эвелин Уорд-Томас (Эвелин Бриджит Патриция Уорд-Томас), британская писательница.

## Жизнь и творчество
В молодости во время Второй Мировой войны она получала образование в основном дома, а не в школе. В то время как она была эвакуирована на Запад страны, её отец, Генри Кристиан Стивенс, вошел в королевский флот в качестве изобретателя купола «Тренер», это одно из первых изобретений для прикрытия зенитно-артиллерийской подготовки, затем это изобретение экспортируются по всему миру. В Норфолке, в Имперском военном музее 19 июля 2014 года открыли выставку чтобы воссоздать его изобретение.
Она начала писать в 1949 году, после того как вышла замуж. Её псевдоним происходит от мужского имени Эвелин, так как женщин в годы после Второй Мировой Войны, часто не публиковали, и Святого Антония, католического покровителя отшельников. Первыми её работами стали рассказы для журналов, она приобрела определённый успех на этом поприще, но широкую известность автору принесли исторические романы, особенно хочется отметить её оригинальную трактовку Анны Болейн.
и исторические романы «Орлы летают высоко» и «Валентина» рассказывающие о вторжении Наполеона в Россию.
Позже, Энтони перешла к написанию современных триллеров и шпионских романов. Её книги — это хорошо закрученная интрига, неожиданные концовки, и яркие объемные характеристики героев, поэтому переход от исторического романтизма к шпионскому триллеру был хорошо принят читателями. Её роман 1971 года «Семя Тамаринда (Финиковая косточка)» был адаптирован в 1974 году для кино, в главных ролях Джули Эндрюс, как Джудит Фэрроу — британский офис функционер и Омар Шариф, как Федор, советский военно-воздушный атташе. Эвелин хорошо приспосабливалась к современности, и к концу холодной войны после 1990 года, продолжала писать триллеры уже основанные на установившейся реальности.
Её книги были переведены на девятнадцать языков.
В 1994 году, Эвелин Бриджит Патриция Уорд-Томас, была первой женщиной избранной на должность — высший шериф Эссекса, где и работала до 1995.

## Семья
Она состояла в браке с Майкл Уорд-Томасом, бывшим директором одной из горнодобывающих компаний, который умер в 2004 году. У них было шестеро детей — четыре сына и две дочери. Дочь, Китти, умерла в 1995 году. Есть четырнадцать внуков, по всему земному шару, в том числе и сёстры Кэтрин и Лиззи участницы музыкального кантри дуэта Уорд Томас (Ward Thomas).
Она жила в поместье XVI века в Эссексе (Essex, Horham Hall). Ранее они жили в Килдэр (Kildare) в Ирландии. Её хобби, как сообщается репортёрами, её собаки, общение, садоводство и прослушивание классической музыки.
Эвелина любила носить свою большую красную лисью меховую шляпу, подарок, который её муж, получил в ходе деловой поездки в Россию.

## Частичная библиография
Данная библиография включает в себя как исторические романы, так и триллеры.
- 1953 : Принцесса повстанцев (Rebel Princess — позже переиздан в качестве Императорского Высочества)
- 1954 : Не злословь царя (Curse Not the King)
- 1955 : Орлы летают высоко (Far Flies The Eagle)
- 1957 : Анна Болейн (Anne Boleyn)
- 1958 : Виктория и Альберт (Victoria and Albert)
- 1960 : Элизабет (Elizabeth)
- 1960 : Вся королевская рать (All the Queen’s Men)
- 1961 : Король Чарльз (Charles the King)
- 1963 : Clandara
- 1964 : Французская Невеста (The French Bride)
- 1964 : Наследница (The Heiress)
- 1966 : Валентина (Valentina)
- 1967 : Рандеву (The Rendezvous)
- 1969 : Легенда (The Legend)
- 1970 : Убийца Ассассин (The Assassin)
- 1971 : Финиковая косточка (The Tamarind Seed)
- 1972 : The Poellenberg Inheritance
- 1973 : The Occupying Power aka Stranger at the Gates
- 1974 : Выстрелы в замке Маласпига (The Malaspiga Exit)
- 1975 : Персидский выкуп (The Persian Ransom)
- 1977 : Серебряный сокол (The Silver Falcon)
- 1978 : Возвращение (The Return)
- 1979 : Могила правды (The Grave of Truth)
- 1980 : Перебежчик (The Defector)
- 1981 : Дорога мёртвых (The Avenue of the Dead)
- 1982 : Альбатрос (Albatross)
- 1983 : Компания святых (The Company of Saints)
- 1985 : Голоса на ветру (Voices in the Wind)
- 1987 : Нет врагов, кроме времени (No Enemy But Time)
- 1988 : Дом Вандекара (The House of Vandekar)
- 1989 : Алая нить (The Scarlet Thread)
- 1991 : Реликвия (The Relic)
- 1992 : Кукольный домик (The Doll’s House)
- 1994 : Экспозиция (Exposure)
- 1994 : Наследница (The Heiress)
- 1995 : Кровавые камни (Bloodstones)
- 2002 : Сомнительное наследство (A Dubious Legacy)
- 2002 : Кодовое слово Янус (Codeword Janus)
- 2003 : В постели с врагом (Sleeping with the Enemy)
- 2004 : Предательство (Betrayal)
- 2004 : Никакого сопротивления (No Resistance)
- 2005 : Игры разума (Mind Games)
- 2015 : Перебежчик (The Defector)
- 2015 : Дорога мёртвых (The Avenue of the Dead)
- 2015 : Компания святых (The Company of the Saints)
- 2015 : Принц бунтарь (Rebel prince)

## Экранизации
- 1974 — Финиковая косточка — по одноимённому роману.